# Манастир Кикос
Манастир Кикос је православни манастир на Кипру. Основао га је византијски цар Алексије I Комнин у 11. веку. Манастир лежи на 1.318 метара над морем северозападно од планина Тродос. Нема остатака оригиналног манастира јер је спаљиван много пута. Први председник Кипра, архиепископ Макариос III, неколико пута је посећивао манастир. Сахрањен је на три километра од манастира где му је подигнут и споменик.

## Историја
Према предању, испосник Исаија је живео у пећини близу данашње локације манастира. Византијски гувернер острва проводио је дане у Маратаси на планинама због великих летњих врућина. Кренуо је у шуму у лов. Изгубио се у шуми и срео је монаха Исаију и тражио и затражио да му покаже пут. Монах није био заинтересован за овоземаљске послове и није му одговорио, па је то наљутило гувернера да је монаха псовао и малтретирао. Када се гувернер вратио у Никозију, разболио се па се покајао због свога поступка. Исаији се по предаји приказао Бог, који га је упутио да од гувернера тражи икону Богородице, коју је насликао јеванђелист Лука.
Икона се чувала у Константинопољу. Гувернер је сазнао за монахову жељу, али сматрао је да је неће моћи испунити. Исаија му је објаснио да је то Божја воља, па су обојица кренули у Константинопољ. Време је пролазило, а гувернер није могао да нађе праву прилику да се појави пред царем и затражи икону. Исаију је са неким другим иконама послао на Кипар. Тада се разболила ћерка цара Алексија III Анђела. Гувернер Кипра је цару испричао да се он разболио од сличне болести и да га је монах излечио. Рекао је цару да ће му ћерка бити излечена ако на Кипар пошаље икону. Цар је то учинио и ћерка му је одмах оздравила. Цар се није желео растати од вредне иконе па је дао да се наслика реплика. Међутим, појавила му се у сну Богородица, која му је рекла да жели икону на Кипру, а реплика да остане код цара. Тако се икона Богородице нашла на Кипру.